# Elateriopsis caracasana
Elateriopsis caracasana là một loài thực vật có hoa trong họ Cucurbitaceae. Loài này được Ernst mô tả khoa học đầu tiên năm 1873.